# Gmina Srokowo
Die Gmina Srokowo [srɔˈkɔvɔ] (bis 1950 Gmina Dryfort) ist eine Landgemeinde im Powiat Kętrzyński der Woiwodschaft Ermland-Masuren in Polen. Ihr Sitz ist das gleichnamige Dorf (deutsch Drengfurth) mit etwa 1350 Einwohnern.

## Geographie
Die Gemeinde liegt im Norden der Woiwodschaft und grenzt an die Oblast Kaliningrad. Die Kreisstadt Kętrzyn (Rastenburg) liegt acht Kilometer südwestlich. Nachbargemeinden sind im Powiat Węgorzewski Węgorzewo im Osten, im Powiat Kętrzyński Kętrzyn im Süden und  Barciany im Westen. Im Norden grenzt die Gemeinde an den russischen Rajon Prawdinsk.

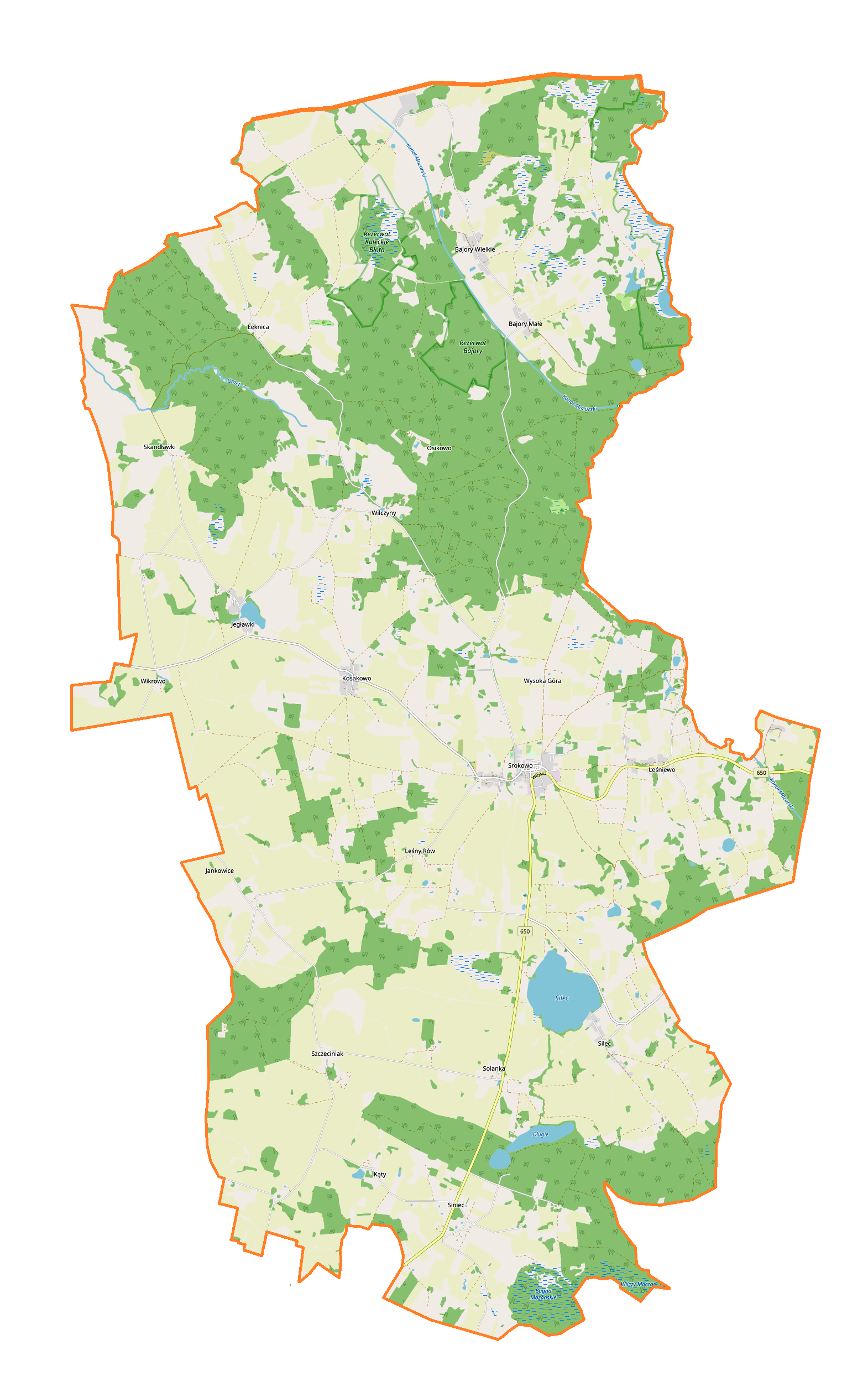
Karte der Gemeinde

Das Gemeindegebiet von 194,6 km² wird zu 62 Prozent land- und zu 23 Prozent forstwirtschaftlich genutzt. Es gibt mehrere Seen, darunter Silec (119 Hektar, Schülzer See) und Długie. Zu den Fließgewässern gehört die 36 Kilometer lange Liwna (Liebe). Durch den Nordosten der Gemeinde führt der Kanał Mazurski (Masurischer Kanal).

## Geschichte
Die Landgemeinde Srokowo wurden 1973 aus verschiedenen Gromadas wieder gebildet. Bis 1950 hieß sie Gmina Dryfort, 1954 wurde sie aufgelöst. Von 1946 bis 1998 gehörte ihr Gebiet zur Woiwodschaft Olsztyn mit unterschiedlichem Zuschnitt. Der Powiat wurde 1975 aufgelöst. Im Jahr 1999 kam die Gemeinde zur Woiwodschaft Ermland-Masuren und wieder zum Powiat Kętrzyński.

## Gliederung
Die Landgemeinde Srokowo besteht aus 11 Dörfern (deutsche Namen, amtlich bis 1945) mit Schulzenämtern (sołectwa):
- Bajory Wielkie (Groß Bajohren, 1938–1945 Großblankenfelde)
- Jankowice (Jankenwalde)
- Jegławki (Jäglack)
- Kosakowo (Marienthal)
- Leśniewo (Fürstenau)
- Leśny Rów (Ivenhof)
- Silec (Schülzen)
- Siniec (Groß Blaustein, 1928–1945 Blaustein)
- Solanka (Salzbach)
- Srokowo (Drengfurth)
- Wilczyny (Wolfshagen)

Kleinere Orte und Weiler sind den Schulzenämtern zugeordnet:
- Bajorki (Bajohrental,
 1938–1945 Blankental),
zu Bajory Wielkie
- Bajorski Gaj (Bajohrenwalde,
 1938–1945 Blankenwalde),
zu Bajory Wielkie
- Bajory Małe (Klein Bajohren,
 1938–1945 Kleinblankenfelde),
zu Bajory Wielkie
- Brzeźnica (Birkenfeld),
zu Bajory Wielkie
- Chojnica (Knipprode),
zu Solanka
- Dolny Siniec (Groß Blaustein),
zu Siniec
- Goszczewo (Adolfshof),
zu Bajory Wielkie
- Kaczory (Fürstenwalde),
zu Leśniewo
- Kałki (Sechserben),
zu Bajory Wielkie
- Kąty (Langeneck),
zu Siniec
- Kolkiejmy (Kollkeim),
zu Jegławki
- Księży Dwór (Fürstenhof),
zu Leśniewo
- Łęknica (Löcknick),
zu Wilczyny
- Lesieniec,
zu Leśny Rów
- Łęsk (Lenzkeim),
zu Kosakowo
- Lipowo,
zu Kosakowo
- Marszałki (Marschallsheide),
zu Bajory Wielkie
- Mazurkowo (Masurhöfchen),
zu Bajory Wielkie
- Mintowo (Mintwiese),
zu Wilczyny (unbewohnt)
- Młynowo ((Adlig) Mühlbach),
zu Solanka
- Niedziały (Forsthaus Wenden),
zu Jankowice
- Nowa Różanka (Neu Rosenthal),
zu Siniec
- Osikowo (Leitnerswalde),
zu Wilczyny
- Pieczarki (Bergensee),
zu Srokowo
- Podlasie (Louisenhof),
zu Silec
- Pyszki (Nordenhof),
zu Leśny Rów
- Różanka-Leśniczówka,
zu Siniec
- Rybakowo (Schönthal),
zu Leśny Rów
- Rypławki (Riplauken),
zu Siniec
- Siemkowo (Terra),
zu Silec
- Silecki Folwark (Gut Schülzen),
zu Silec
- Siniec-Cegielnia (Ziegelei Groß Blaustein),
zu Siniec
- Sińczyk-Leśniczówka (Klein Blaustein),
zu Siniec
- Skandławki (Skandlack),
zu Jegławki
- Sówka (Eulenhof),
zu Srokowo
- Srokowski Dwór (Drengfurthshof),
zu Srokowo
- Stare Jegławki (Alt Jäglack),
zu Jegławki
- Suchodoły (Friedenthal),
zu Srokowo
- Szczeciniak (Stettenbruch),
zu Solanka
- Wikrowo (Wickerau),
zu Jegławki
- Wilcza Wólka (Friedrichsberg),
zu Wilczyny
- Wilcze (Waldhaus Drengfurth),
zu Srokowo
- Wólka Jankowska (Marienwalde),
zu Kosakowo
- Wyskok (Friedenshof),
zu Bajory Wielkie
- Wysoka Góra (Hochberg),
zu Srokowo
- Złote Pole,
zu Leśny Rów

## Natur und Tourismus
Im Gebiet der Landgemeinde sind mehrere Naturschutzgebiete ausgewiesen. Dazu gehören: „Bajory“ (215 Hektar), „Kałeckie Błota“ (173,8 ha) und am Nordwestrand ein Teil des Gebiets „Jezioro Siedmiu Wysp“ (See der Sieben Inseln) mit dem Jezioro Oświn (Nordenburger See) auf dem Gebiet der Nachbargemeinde Węgorzewo.
Durch das Gemeindegebiet führt der Warmińsko-Mazurski Slak Bociani (Ermland-Masuren-Storchen-Wanderweg).

## Verkehr
Durch die Gemeinde und ihren Hauptort verläuft die Woiwodschaftsstraße DW650. Sie führt von Stara Różanka (Alt Rosenthal) über Węgorzewo (Angerburg) nach Gołdap (Goldap).
Die nächste Bahnstation ist Kętrzyn (Rastenbeurg) an der Bahnstrecke Białystok–Ełk–Korsze. – Bis 1945 bestand die Kleinbahnstrecke Rastenburg–Drengfurth.
Die nächstgelegenen internationalen Flughäfen sind Kaliningrad außerhalb der Europäischen Union und Danzig auf polnischem Staatsgebiet.